# Спілка жінок України
Спілка жінок України (СЖУ) — всеукраїнське добровільне неприбуткове об'єднання фізичних осіб та жіночих громадських організацій, діяльність яких базується на принципах свободи, справедливості, рівності, толерантності, законності та гуманізму. Головними статутними завданнями Спілки жінок України є збереження миру і злагоди у суспільстві, захист економічних, політичних і соціальних інтересів і прав жінок, сприяння залученню жінок до управління справами суспільства і держави, консолідація діяльності всеукраїнських громадських жіночих організацій за для активізації жіночого руху в країні, організація навчання для подолання жіночого безробіття в умовах ринкових відносин, підтримка та розвиток прямих контактів і зв'язків з українськими та міжнародними громадськими організаціями та вступ до них. Спілка жінок України є співзасновником Національної Ради жінок України.

## Додаткова література
- Л. Ю. Мазур. (2009). Жінок України спілка. У І. М. Дзюба, А. І. Жуковський, М. Г. Железняк … та Я. С. Яцків (Ред.), Енциклопедія Сучасної України. Інститут енциклопедичних досліджень НАН України.